# Stazione di Bundesplatz
La stazione di Bundesplatz è una stazione ferroviaria posta sulla Ringbahn di Berlino.

## Movimento
La stazione è servita dalle linee S 41, S 42 e S 46 della S-Bahn.

## Interscambi
- Fermata metropolitana (Bundesplatz, linea U 9)[1]
- Fermata autobus